# Onceropyga anelia
Onceropyga anelia är en fjärilsart som beskrevs av Turner 1906. Onceropyga anelia ingår i släktet Onceropyga och familjen bastardsvärmare. Inga underarter finns listade i Catalogue of Life.